# 최저 사멸 농도
최저 사멸 농도(minimum bactericidal concentration, MBC)는 항생제가 특정 세균을 죽이는 최저 농도이다. MBC는 액체배지 희석을 통한 최소 저지 농도(MIC) 검사를 통해 구할 수 있다. 검사는 검사 대상인 약제를 포함하지 않는 한천배지에서 계대배양하는 방식으로 이루어진다. 처음에 접종한 세균이 99.9% 이상 감소하는 항생제의 가장 낮은 농도가 MBC 값이 된다. MBC는 MIC와 상호 보완적인 관계에 있다. MIC 검사는 항생제가 세균의 성장을 막는 가장 낮은 약물 농도를 알려주지만, MBC는 항생제가 세균의 사멸을 일으키는 가장 낮은 농도를 알려준다. 세균의 성장이 MIC 값에서 억제되었다고 해도, 아직 세균이 죽은 것은 아니기 때문에 세균을 한천배지에 배양하면 다시 증식할 수 있다. MBC가 MIC의 4배를 넘지 않는다면 일반적으로 항생제가 살균 능력을 가진다고 간주한다. MBC는 세균 생존을 측정하는 데에 집락형성단위(CFU)를 대리로 이용하므로, 세균 세포를 응집시키는 항생제는 검사 결과에 혼동을 줄 수 있다. 이러한 물질에는 플라보노이드나 여러 펩타이드가 있다.and peptides.